# Rainworth
Rainworth – wieś w Anglii, w hrabstwie Nottinghamshire, w dystrykcie Newark and Sherwood. Leży 19 km na północ od miasta Nottingham i 192 km na północ od Londynu. Miejscowość liczy 7829 mieszkańców.